# Müggelspreeniederung Köpenick
Das Naturschutzgebiet Müggelspreeniederung Köpenick grenzt im Norden an die Müggelspree sowie an die südlich der Müggelspree gelegenen Siedlungsbereiche und den Dämeritzsee. Im Osten wird es durch Brandenburg, die Kappe und Teile des Kaniswalls begrenzt. Der Nordostteil des Seddinsees gehört ebenfalls zum Naturschutzgebiet. Im Süden bilden die Forstwege Backofengestell und Heuweg die Schutzgrenze. Das Naturschutzgebiet ist das größte Berlins. Bereits 1995 wurden die Gosener Wiesen mit einer Fläche von 402,2 Hektar zum Naturschutzgebiet erklärt. Dieses lag im Südosten der Stadt im Bezirk Treptow-Köpenick zwischen dem Gosener Kanal und der Gemeinde Gosen-Neu Zittau in Brandenburg.
Eine touristische Erschließung ist nicht geplant. Es handelt sich um einen der letzten geschlossenen Feuchtwiesen- und Bruchwaldkomplexe in Berlin, der durch die drei Fließgewässer, den Gosener Kanal, den Großen Strom sowie die Alte Spree, zergliedert wird. Hier findet man gefährdete Fischarten wie den Döbel, den Gründling oder den Rapfen. Die Flächen bestehen aus Wäldern, Feuchtwiesen sowie Trockenrasenbiotopen, die von 652 nachgewiesenen Farn- und Blütenpflanzenarten besiedelt werden. Auf den Wiesen gedeihen beispielsweise die Kuckucks-Lichtnelke, das Breitblättrige Knabenkraut oder das Echte Mädesüß.
Weiterhin leben in dem Gebiet unter anderem Brutvögel wie der Eisvogel, der Kranich, die Trauerseeschwalbe und der Wachtelkönig, die im Bereich des Europäischen Vogelschutzgebiets Müggelspree besonderen Schutz genießen.
Das Naturschutzgebiet liegt im Bereich der An- und Abflugrouten des Flughafens Berlin Brandenburg.